# Memorial (Zentrum zum Schutz der Menschenrechte)
Das Zentrum zum Schutz der Menschenrechte „Memorial“, kurz Zentrum „Memorial“ (russisch Центр защиты прав человека «Мемориал» Zentr saschtschity praw tscheloweka „Memorial“), früher Menschenrechtszentrum „Memorial“ (russisch Правозащитный Центр «Мемориал» Prawosaschtschitny Zentr „Memorial“), ist eine russische überregionale Menschenrechtsorganisation, deren staatliche Registrierung von den russischen Behörden aberkannt wurde.
Das Zentrum erstellt Berichte über Menschenrechtsverletzungen, führt eine Liste über politische Gefangene in Russland und unterstützt diese ebenfalls, stellt für Flüchtlinge, Migranten und Wehrpflichtige Rechtsbeistand und anderweitige Unterstützung bereit.

## Geschichte und Tätigkeit des Menschenrechtszentrums „Memorial“

### Geschichte der Organisation
Am 29. und 30. Januar 1989 fand die Gründungskonferenz der Allunionsweiten Freiwilligen Geschichts- und Bildungsgesellschaft „Memorial“ statt. Die „Memorial“-Bewegung war eine der größten Bewegungen in der UdSSR während der Zeit der Perestroika und vereinte Menschen mit unterschiedlichsten Ansichten. Innerhalb der Bewegung bildeten sich Gruppen von Gleichgesinnten, darunter solche, die sich gezielt für den Schutz von Menschenrechten einsetzten. Seit 1989 gab es innerhalb der Bewegung die Menschenrechtsgruppe in Moskau und die Menschenrechtskommission der Allunions-Organisation „Memorial“.
Das Menschenrechtszentrum „Memorial“ wurde im Januar 1991 gegründet, die Satzung der Organisation wurde am 12. Dezember 1992 angenommen, im April 1993 wurde die Satzung registriert und am 25. November 2002 wurde das „Memorial“-Menschenrechtszentrum als gemeinnützige Organisation registriert.
Die Non-Profit-Organisation Menschenrechtszentrum „Memorial“, die auch Mitglied der internationalen „Memorial“-Gesellschaft (Memorial International) ist, definiert ihre Mission als  „Förderung der allgemeinen Achtung und Einhaltung von Menschenrechten und Grundfreiheiten“ in der Russischen Föderation und anderen Staaten.

### Tätigkeit
Im Rahmen seiner Menschenrechtsarbeit hat das Menschenrechtszentrum „Memorial“ Verstöße gegen Menschenrechte und das humanitäre Völkerrecht in Konfliktgebieten untersucht. Seit Anfang der 1990er Jahre hat das „Memorial“-Menschenrechtszentrum Untersuchungsmissionen in die Kriegsgebiete in Bergkarabach, Baku, Südossetien, Transnistrien und Tadschikistan entsandt. Neben anderen humanitären Organisationen waren Beobachter von „Memorial“ während der beiden Tschetschenienkriege im Nordkaukasus tätig. Die Anwesenheit der Menschenrechtler trug dazu bei, umfassendere und zuverlässige Informationen über diese Kriege zu verbreiten und die Aufmerksamkeit der Öffentlichkeit auf sie zu lenken. In den Jahren 1992–1993 beobachtete das „Memorial“-Menschenrechtszentrum die Folgen des Bürgerkriegs in Tadschikistan, und die Mitarbeiter der Organisation beteiligten sich an einem Sanitätstrupp, der den Verwundeten beider Seiten half. Memorial beteiligte sich an der Untersuchung der Umstände des Konflikts und der Massenmorde während der russischen Verfassungskrise vom 3. und 4. Oktober 1993 in Moskau. Die Mitarbeiter des „Memorial“-Menschenrechtszentrums untersuchten die Folgen des ossetisch-inguschischen Konflikts in den Jahren 1993–1994 und dokumentierten Verletzungen von Menschenrechten und des humanitären Völkerrechts während des Ersten Tschetschenienkriegs.
Im Juni 1995 vermittelte die Gruppe von Sergej Kowaljow bei Verhandlungen über die Freilassung von Geiseln in Budenowsk. Zu denjenigen, die sich gegen die Geiseln austauschen ließen, gehörte auch Oleg Orlow, ein Mitglied vom „Memorial“-Menschenrechtszentruml. Der Arbeitsbereich, der mit Konfliktzonen verbunden ist, wurde als „Brennpunkte“ bezeichnet.
1996 rief das Menschenrechtszentrum das Programm „Migration und Recht“ ins Leben, das Flüchtlingen und Binnenvertriebenen rechtliche Unterstützung bietet. Im Jahr 1999 wurde unter der Leitung von Witali Ponomarjow das Projekt „Zentralasien“ gestartet, das die politische und religiöse Verfolgung in dieser Region überwachte.
Im Jahr 2000 leitete das „Memorial“-Menschenrechtszentrum eine Untersuchung über die Ermordung von mehr als 50 Zivilisten im tschetschenischen Dorf Nowije Aldi ein. Im selben Jahr wurde das Programm „Schutz der Menschenrechte durch internationale Mechanismen“ ins Leben gerufen.
Im Jahr 2008 startete das „Memorial“-Menschenrechtszentrum das Programm „Unterstützung für politische Gefangene und andere Opfer politischer Repressionen“. Im Rahmen dieses Programms werden Menschen unterstützt, die derzeit aus politischen Gründen verfolgt werden.
Auf ihrer Website veröffentlicht die Organisation seither eine namentliche Liste von Personen, die in Russland aus politischen, religiösen und anderen Gründen inhaftiert sind.
Im Jahr 2013 wurde das „Memorial“-Menschenrechtszentrum Generalpartner des Projekts „OVD-Info“.
Im November 2019 startete das Programm „Schutz der Menschenrechte durch internationale Mechanismen“, ein „Generator von Beschwerden“ beim Europäischen Gerichtshof für Menschenrechte, der dank der Bemühungen von Anwälten des „Memorial“-Menschenrechtszentrums und OVD-Info entstanden ist.
Im Juni 2020 übermittelten 12 Menschenrechtsorganisationen auf Initiative von Memorial ihren Bericht über die Menschenrechtslage in Russland an den UN-Menschenrechtsausschuss. Ein ähnliches Dokument für die 129. Sitzung des Menschenrechtsausschusses wurde von den russischen Behörden vorgelegt, aber nach Ansicht der Menschenrechtler wurden in Version der russischen Behörden viele Probleme nicht erwähnt und Verstöße in einem bewusst beschönigenden Licht dargestellt.

### Druck auf die Organisation und Verfolgung von Mitarbeitern

#### Die Entführung von Oleg Orlow
Der erste Fall der Verfolgung von Mitarbeitern des „Memorial“-Menschenrechtszentrums war die Entführung von Oleg Orlow im Jahr 2007 in Inguschetien. Zum Zeitpunkt des Vorfalls war Oleg Orlow der Leiter der Organisation. Orlow war anlässlich der Massenproteste gegen die Politik des Präsidenten der Republik, Murat Sjasikow, Gewaltakte, Gesetzlosigkeit und Korruption in den Sicherheitskräften, in die inguschetische Stadt Nasran gereist.
In der Nacht vom 23. auf den 24. November entführten Männer mit Sturmhauben Oleg Orlow und ein Kamerateam des Fernsehsenders REN-TV im Hotel Assa, das als das sicherste in Inguschetien galt und von der Polizei überwacht wurde, an einen unbekannten Ort und forderten sie unter Androhung ihrer Ermordung auf, nie wieder in die Republik zu kommen.
Die Entführung führte zu einem Strafverfahren nach drei Artikeln des Strafgesetzbuches der Russischen Föderation: „Behinderung der rechtmäßigen beruflichen Tätigkeit von Journalisten“ (Artikel 144 Teil 1), „illegales Eindringen in eine Wohnung unter Anwendung von Gewalt“ (Artikel 139 Teil 2) und „Raub – offener Diebstahl fremden Eigentums“. Die Ermittlungen wurden jedoch 2011 eingestellt, und die Täter wurden nie gefunden. Im Jahr 2017 sprach der Europäische Gerichtshof für Menschenrechte den russischen Behörden die Verantwortung für die Entführung zu. In seinem Urteil stellte das Gericht fest, dass die Ermittlungen es versäumt hatten, die Hinweise über die Beteiligung der Sicherheitskräfte an der Straftat zu überprüfen und keine wirksamen Maßnahmen ergriffen hatten, um die Verantwortlichen zu ermitteln. Es erkannte die in der Beschwerde genannten Verstöße an.

#### Ermordung von Natalja Estemirowa
Die Ermordung der Menschenrechtsaktivistin und Journalistin Natalja Estemirowa, einer Mitarbeiterin der Grosny-Außenstelle des Zentrums, war die nächste in einer Reihe von Verfolgungen von Memorial-Mitarbeitern wegen ihrer beruflichen Tätigkeit. Eine Woche vor der Ermordung hatte sie an der Veröffentlichung von mehreren Artikeln über Menschenrechtsverletzungen in der Tschetschenischen Republik mitgewirkt.
Am Morgen des 15. Juli 2009 wurde Natalja Estemirowa in der Nähe ihres Hauses in Grosny entführt und anschließend mit Schusswunden in der Nachbarrepublik Inguschetien aufgefunden. Der russische Präsident Dmitri Medwedew wies den Chef des Ermittlungskomitees, Alexander Bastrykin, und die russische Generalstaatsanwaltschaft an, die Ermittlungen in diesem Fall persönlich zu leiten.
Die offizielle und eine unabhängige Untersuchung, die von den Kollegen von Natalia Estemirowa durchgeführt wurde, brachten unterschiedliche Versionen von Ermittlungen hervor. Die Mitarbeiter von Memorial erklärten, dass das Verbrechen von Mitgliedern der tschetschenischen Sicherheitskräfte begangen worden sei. Oleg Orlow, der damalige Vorsitzende des Rates des Menschenrechtszentrums, machte Ramsan Kadyrow persönlich für Estemirowas Tod verantwortlich und stützte sich dabei auf ein Gerichtsverfahren. Diese Äußerung führte zu einer Verleumdungsklage des Präsidenten der Tschetschenischen Republik, aber das Gericht sah in den Worten des Menschenrechtlers keine Beleidigung.
Am 3. Juli 2010 bezeichnete Ramsan Kadyrow in einem Interview mit dem Fernsehsender „Grosny“ alle Personen, die bei Memorial mitarbeiten, als „Feinde des Volkes, Feinde des Gesetzes und Feinde des Staates“.

#### Der Fall Ojub Titijew
Mitarbeiter von Memorial waren aufgrund ihrer Tätigkeit im Nordkaukasus immer wieder Verfolgung ausgesetzt. So wurde Ojub Titijew, Leiter des Grosny-Büros des Menschenrechtszentrums, am 9. Januar 2018 von Beamten der Verkehrspolizei bei einer Dokumentenkontrolle festgehalten. Bei der Durchsuchung wurde ein Päckchen mit Marihuana in seinem Besitz gefunden. Der Menschenrechtler wurde wegen angeblicher Straftat nach Teil 2 Artikel 228 des Strafgesetzbuches der Russischen Föderation („Illegaler Erwerb und Besitz von Betäubungsmitteln in großem Umfang“) zu vier Jahren Haft in einem Straflager verurteilt. Am 12. Januar schrieb Titijew eine an Wladimir Putin, den Chef des Ermittlungskomitees, Alexander Bastrykin und den Direktor des FSB, Alexander Bortnikow, gerichtete Erklärung, in der er behauptete, dass der Fall erfunden sei und er seine Schuld nicht eingestehe. Am 17. Januar desselben Jahres brach im Büro der inguschetischen Zweigstelle des Menschenrechtszentrums in Nasran ein Feuer aus. Es wurde niemand verletzt, Computer, Möbel und einige Dokumente verbrannten jedoch. Nach Angaben von Menschenrechtsaktivisten wurde das Feuer durch Brandstiftung verursacht. Oleg Orlow, Leiter des Programms „Brennpunkte“ und Mitglied des Vorstands des Menschenrechtszentrums, brachte die Brandstiftung mit der Verfolgung von Ojub Titijew, dem Leiter des tschetschenischen Büros von Memorial, in Verbindung, obwohl die Arbeit der Organisation in Inguschetien nichts mit Tschetschenien zu tun hatte.
Der Pressedienst des inguschetischen Innenministeriums teilte mit, dass nach dem Vorfall ein Strafverfahren nach Artikel 167 des russischen Strafgesetzbuches („Vorsätzliche Zerstörung oder Beschädigung von Eigentum durch Brandstiftung“) eingeleitet wurde.
Am 19. Januar fanden im Fall Titijew Durchsuchungen im Büro von Memorial in Grosny statt.

#### Verfolgung von Sirazhutdin Datsiyev
Im März 2018 wurde Sirazhutdin Datsiyev, Leiter des Memorial-Büros in Machatschkala, angegriffen. Einige Tage zuvor wurde das Auto der Memorial-Vertretung in Machatschkala in Brand gesetzt, und am Nachmittag gingen auf dem Mobiltelefon der Vertretung Nachrichten und ein Anruf ein, in denen damit gedroht wurde, die Mitarbeiter der Organisation sowie das Büro in Dagestan zu verbrennen.

#### Verfolgung von Bahrom Hamrojew
Weitere Schikanen standen im Zusammenhang mit der Tätigkeit von Bahrom Hamrojew, der sich für den Schutz der Rechte von russischen Muslimen, Flüchtlingen und Arbeitsmigranten aus Zentralasien einsetzte. Am 7. Dezember 2010 wurde Bahrom Hamrojew, Mitglied von Memorial, in Moskau während eines Spezialeinsatzes zur Festnahme von Personen, die vom russischen Staat als „islamische Extremisten“ betrachtet wurden, von einem nicht identifizierten Mitglied der Sicherheitskräfte geschlagen.
Im Juni 2011 überfielen Unbekannte Hamrojew im Eingang seines Hauses und verprügelten den Menschenrechtler erneut, bevor er nach Murmansk reiste, um sich mit Yusup Kasymakhunov zu treffen, einem usbekischen Staatsbürger, der als erste Person in Russland wegen Mitgliedschaft in der Organisation Hizb-ut Tahrir al-Islami verurteilt wurde. Für beide Vorfälle wurden Strafverfahren eingeleitet; der dem Präsidenten der Russischen Föderation unterstellte Menschenrechtsrat versprach, die Untersuchung des letztgenannten Vorfalls weiterzuverfolgen, aber die Täter wurden bisher nicht gefasst.
Am 14. Februar 2018 wurde gegen Bahrom Hamrojew ein Strafverfahren nach Artikel 322.3 des Strafgesetzbuchs der Russischen Föderation („fiktive Registrierung eines ausländischen Staatsbürgers oder Staatenlosen am Aufenthaltsort in Wohnräumen in der Russischen Föderation“) eröffnet, das Verfahren wurde jedoch später aufgrund des Ablaufs der Verjährungsfrist eingestellt.
Am 24. Februar 2022 wurde Bahrom Hamrojew in seiner eigenen Wohnung von FSB-Beamten festgenommen, die diese mit ihrem eigenen Schlüssel öffneten. Am 4. März 2022 nahm der Föderale Dienst für Finanzüberwachung den Menschenrechtler in die Liste der Personen und Organisationen auf, über die Informationen zur Beteiligung an extremistischen Aktivitäten oder Terrorismus vorliegen. Am 23. Mai 2023 verurteilte das Militärgericht des zweiten westlichen Bezirks von Moskau Bahrom Hamrojew wegen Rechtfertigung von Terrorismus und der Organisation terroristischer Aktivitäten (Artikel 205.2 Teil 2 des Strafgesetzbuchs der Russischen Föderation und Artikel 205.5 Teil 1 des Strafgesetzbuchs der Russischen Föderation) zu 14 Jahren Haft. Das „Memorial“-Menschenrechtszentrum nahm Bahrom Hamrojew in die Liste der politischen Gefangenen auf.

#### Einstufung als „ausländischer Agent“
Am 21. Juli 2014 setzte das Justizministerium der Russischen Föderation fünf russische Menschenrechtsorganisationen auf die Liste der ausländischen Agenten: die interregionale Vereinigung der Menschenrechtsorganisationen „Agora“, die Stiftung zur Förderung und Schutz der Rechte und Freiheiten der Bürger „Public Verdict“, die interregionale öffentliche Organisation das Menschenrechtszentrum „Memorial“, Kaliningrader regionale gesellschaftliche Organisation „Ekosaschtschita! – Schensowjet“ („Ökoverteidigung! – Frauenrat“) und die autonome gemeinnützige Organisation „Anwälte für verfassungsmäßige Rechte und Freiheiten“.
Am 4. September 2015 verhängte das Gericht gegen das Menschenrechtszentrum „Memorial“ eine Geldstrafe in Höhe von 600.000 Rubel wegen Verstoßes gegen die Vorschriften für die Tätigkeit einer als ausländischer Agent eingestufte Organisation gemäß Artikel 19.34 des Gesetzbuchs über die Ordnungswidrigkeiten der Russischen Föderation.

## Auflösung des Menschenrechtszentrums Memorial
Im November 2021 leiteten die Behörden der Russischen Föderation zwei parallele Verfahren zur Liquidierung des Menschenrechtszentrums „Memorial“ und von „Memorial International“ ein: Am 8. November 2021 reichte die Moskauer Staatsanwaltschaft beim Moskauer Stadtgericht einen Antrag auf die Auflösung von Memorial ein; am folgenden Tag, dem 9. November 2021, stellte die Generalstaatsanwaltschaft der Russischen Föderation einen Antrag auf die Auflösung von Memorial International und seinen Abteilungen. Als offiziellen Grund nannte die Behörde systematische Verstöße gegen das Gesetz über ausländische Agenten, insbesondere das Fehlen der entsprechenden Kennzeichnung „ausländischer Agent“ auf den Materialien. Experten der Staatsanwaltschaft fanden außerdem „psychologische und sprachliche Anzeichen“ für die Rechtfertigung von terroristischen Organisationen und „die Unterstützung von Extremismus“ in den Aktivitäten von Memorial. Der Staatsanwalt erklärte, das Menschenrechtszentrum Memorial habe grob und wiederholt gegen das Gesetz verstoßen, die Gesundheit und das Wohlergehen der Bürger beeinträchtigt und seine Auflösung sei notwendig, um deren Rechte zu schützen; er fügte hinzu: „Die Bildung eines negativen Staatsbildes und die fehlende Kennzeichnung in den Veröffentlichungen von Memorial können unter anderem einen depressiven Zustand bei den Bürgern hervorrufen.“
Am 28. Dezember 2021 entschied der Oberste Gerichtshof Russlands auf Antrag der Generalstaatsanwaltschaft, Memorial International zu liquidieren. In dem Urteil hieß es, die Organisation habe gegen das Gesetz über „ausländische Agenten“, „den Verfassungsgrundsatz der Gleichheit öffentlicher Vereinigungen“ verstoßen und bedrohe damit die „Grundlagen der verfassungsmäßigen Rechtsordnung“. Am folgenden Tag erließ das Moskauer Stadtgericht ein ähnliches Urteil gegen das Menschenrechtszentrum Memorial.
Am 28. Februar 2022 befasste sich das Berufungskollegium des Obersten Gerichts mit der Berufung von Memorial International gegen die Entscheidung des Obersten Gerichts vom 28. Dezember 2021, die Organisation auf Antrag der Generalstaatsanwaltschaft zu liquidieren. Die Berufung wurde zurückgewiesen und die Entscheidung wurde unverändert gelassen. Das Gericht bestätigte die Entscheidung, das „Memorial“-Menschenrechtszentrum am 5. April 2022 zu liquidieren.

## Gründung des Zentrums zum Schutz der Menschenrechte „Memorial“
Nach dem Inkrafttreten des Gerichtsurteils zur Auflösung von Memorial gründete ein Team von Unterstützern und ehemaligen Mitarbeitern des Menschenrechtszentrums eine neue Organisation –  das Zentrum zum Schutz der Menschenrechte „Memorial“ (Zentrum „Memorial“). Das Zentrum „Memorial“ wurde am 14. Juni 2022 als überregionale öffentliche Organisation ohne staatliche Registrierung oder Rechtspersönlichkeit gegründet. Anastasia Garina wurde Leiterin der neuen Organisation. Sergej Dawidis und Oleg Orlow wurden Co-Vorsitzende der Organisation. Neben ihnen traten Natalija Sekretarewa, Denis Schedow, Swetlana Gannuschkina, Alexander Tscherkassow und Wladimir Malyhin dem Vorstand bei. Am 11. April 2024 wurden Oleg Orlow und Swetlana Gannuschkina von ihren Ämtern im Menschenrechtszentrum „Memorial“ freigestellt. Diese Entscheidung geschah in erster Linie, um deren Sicherheit zu gewährleisten. Seither ist Sergey Dawipis wurde alleiniger Vorsitzender der Organisation.

### Aktivitäten und Projekte
Zu den Haupttätigkeiten des Zentrums gehören analytische Arbeit (Überwachung der Einhaltung von Rechten und Freiheiten, Untersuchung von massiven Menschenrechtsverletzungen), Rechtshilfe für politisch Verfolgte, Bildungsaktivitäten sowie die Förderung der Menschenrechtsbewegung und der Achtung des humanitären Rechts.
Die Abteilung „Brennpunkte“ umfasst die Aktivitäten des Zentrums „Memorial“, die mit Konfliktzonen verbunden sind. Das Zentrum überwacht, sammelt, prüft und stellt Informationen aus verschiedenen Quellen zusammen. Die Anwälte des Zentrums im Nordkaukasus bieten den Bürgern Rechtsbeistand: sie führen Beratungen durch und helfen ihnen, Anträge und Beschwerden bei Gerichten, dem Ermittlungskomitee, der Staatsanwaltschaft, der Polizei und anderen Behörden einzureichen.
Das Netzwerk „Migration und Recht“ bietet Binnenvertriebenen, Flüchtlingen und Asylbewerbern kostenlosen Rechtsbeistand.
Gemeinsam mit der Koalition von Juristen und Experten der russischen Menschenrechtsorganisationen für Kriegsdienstverweigerung aus Gewissensgründen bietet das Zentrum derzeit Rechtshilfe bei der Mobilisierung an.

### Druck auf die Organisation und Verfolgung von Mitarbeitern
Am 21. März 2023 führte das Ermittlungskomitee in Moskau Durchsuchungen bei ehemaligen Memorial-Mitarbeitern und ihren Angehörigen wegen „Rehabilitierung des Nazismus“ (Punkt „V“ Teil 2, Artikel 354.1 des Strafgesetzbuchs der Russischen Föderation) durch. Das bezog sich auf einen alten erhobenen Vorwurf: Ende 2021 hatte die Bewegung „Veteranen Russlands“ die Organisation bereits der „Verfälschung von Tatsachen über NS-Verbrechen“ beschuldigt. Die von Memorial in die Datenbank der Opfer politischer Repressionen in der UdSSR aufgenommenen Personen hätten in Wirklichkeit mit den Nationalsozialisten kollaboriert, so die Behauptung der Kläger.
Am selben Tag wurde bekannt, dass das Ermittlungskomitee ein Strafverfahren gegen Oleg Orlow, den Co-Vorsitzenden des „Memorial“-Zentrums zum Schutz der Menschenrechte, wegen wiederholter Diskreditierung der russischen Armee (Artikel 280.3 Teil 1 des Strafgesetzbuches der Russischen Föderation) eröffnet hatte. Zuvor war Orlow bereits zweimal wegen Anti-Kriegs-Mahnwachen nach dem Artikel über die Diskreditierung der russischen Armee (Artikel 20.3.3 des Gesetzbuchs über Ordnungswidrigkeiten) zur Verantwortung gezogen worden. In der Entscheidung über die Anklageerhebung gegen ihn wurde ein am 14. November 2022 veröffentlichter Facebook-Post genannt. Es handelt sich um eine russische Übersetzung des Artikels „Sie wollten Faschismus, sie haben ihn bekommen“, der in der französischen Zeitschrift Mediapart veröffentlicht wurde. Der Artikel bezieht sich auf den Einmarsch Russlands in die Ukraine. Während seiner Vernehmung als Verdächtiger gab Oleg Orlow im Protokoll an, dass er „seine persönliche Meinung zu den Ereignissen in der Russischen Föderation und in der übrigen Welt“ veröffentlicht habe, und verweigerte gemäß Artikel 51 der Verfassung der Russischen Föderation die weitere Zeugenaussage. Derzeit ist Oleg Orlow unter Auflage des Ausreiseverbots freigelassen worden. Das Verfahren läuft bis Ende August 2023 weiter.

## Auszeichnungen

### Friedensnobelpreis
Am 7. Oktober 2022 gab das norwegische Nobelkomitee die Verleihung des Friedensnobelpreises für den Schutz der Menschenrechte in ihren Ländern an das russische „Memorial“ (zu dem auch das Menschenrechtszentrum „Memorial“ gehört), das ukrainische „Zentrum für bürgerliche Freiheiten“ und den belarussischen Menschenrechtler und Vorsitzenden des Menschenrechtszentrums „Wjasna“, Ales Bjaljazki.
Nach Ansicht des Osloer Nobelkomitees haben die drei Preisträger zusammen gezeigt, wie wichtig die Zivilgesellschaft, die sie in ihren jeweiligen Ländern repräsentieren, für Frieden und Demokratie sei: „Seit vielen Jahren setzen sie sich für das Recht ein, die Macht zu kritisieren und die Grundrechte des Volkes zu schützen. Sie haben sich in herausragender Weise um die Dokumentation von Kriegsverbrechen, Menschenrechtsverletzungen und Machtmissbrauch bemüht.“
Das Komitee erinnerte daran, dass Memorial 1987 gegründet wurde, um die Erinnerung an die Opfer von Repressionen und Verbrechen des Sowjetstaates zu bewahren, und dass der Nobelpreisträger Andrej Sacharow und die Menschenrechtlerin Swetlana Gannuschkina zu den Gründern der Organisation gehörten. In der Pressemitteilung wurde auch die Memorial-Mitarbeiterin Natalja Estemirowa erwähnt, die nach Einschätzung des Nobelpreiskomitees wegen ihrer Menschenrechtsarbeit ermordet wurde.
Der Preis wurde am 10. Dezember 2022 in Oslo verliehen: Jan Rachinsky nahm ihn im Namen des Memorials entgegen. Bei der Preisverleihung hielt er eine Rede mit dem Titel „Frieden, Erinnerung, Freiheit“.
Nach der Verleihung gaben die Mitarbeiter von Memorial eine allgemeine offizielle Erklärung ab, in der sie dem Nobelpreiskomitee dankten und versprachen, ihre Arbeit unter allen Umständen fortzusetzen.
Unter anderem gratulierten das European Human Rights Advocacy Centre und das Kennan-Institut Memorial zu dieser Auszeichnung.